# Diolcogaster galazia
Diolcogaster galazia är en stekelart som beskrevs av Kotenko 2007. Diolcogaster galazia ingår i släktet Diolcogaster och familjen bracksteklar. Inga underarter finns listade i Catalogue of Life.